# Arunda paupera
Arunda paupera är en fjärilsart som beskrevs av Felix Bryk 1948. Arunda paupera ingår i släktet Arunda och familjen tandspinnare. Inga underarter finns listade i Catalogue of Life.